# Monstre (pel·lícula de 2023)
Monstre (怪物, Kaibutsu) és una pel·lícula japonesa de drama psicològic i misteri del 2023 dirigida, coproduïda i editada per Hirokazu Kore-eda a partir d'un guió escrit per Yuji Sakamoto. És protagonitzada per Sakura Andō com una mare que s'enfronta a un professor després de notar canvis inquietants en el comportament del seu fill. La pel·lícula marca la primera vegada que Kore-eda dirigeix una pel·lícula no escrita per ell mateix des de Maborosi (1995). Va ser l'últim projecte musical de Ryuichi Sakamoto, que va morir dos mesos abans del seu llançament; la pel·lícula està dedicada a la seva memòria. S'ha subtitulat al català.
Es va estrenar al 76è Festival de Cinema de Canes el 17 de maig de 2023, on va competir per la Palma d'Or i va ser guardonada amb la Palma Queer, així com amb el premi al millor guió. La pel·lícula es va estrenar al Japó el 2 de juny de 2023.